# Хусейни, Насрин
Насрин Хусейни — уроженка Афганистана, канадская защитница прав беженцев, ветеринарный исследователь и активистка в области продуктов питания, работающая над перестройкой продовольственной системы. Её исследования сосредоточены на улучшении здоровья животных посредством разведения и повышения продуктивности продуктов питания, полученных от сельскохозяйственных животных. В 2021 году она вошла в список 100 женщин Би-би-си.

## Биография
Насрин Хусейни родилась в Афганистане и провела детство в Иране в качестве беженки. После падения Талибана в 2004 году она вернулась в Афганистан. Была во выпуске женщин, окончивших программу ветеринарной медицины Кабульского университета в 2010 году.
В 2010 году Насрин переехала в Торонто в качестве беженки из-за дискриминации, с которой она столкнулась как образованная женщина в Афганистане, и поступила в Гуэлфский университет. В 2018 году её семья присоединилась к ней в Канаде. В 2020 году она получила степень магистра наук в области иммунологии, защитив диссертацию «Устойчивость мясного скота с высоким иммунным ответом в контексте изменения климата» (2020). После окончания университета Хусейни начала работать в Гуэлфском университете ветеринарным исследователем в лаборатории иммунологии.
В 2021 году Хусейни работала волонтёром в хазарейской гуманитарной службе в Брамптоне, помогая хазарейцам из Афганистана обосноваться в Канаде, а также в программе Bookies Youth Program, продвигающей афганскую литературу и детские сказки.